# 2742 Gibson
2742 Gibson este un asteroid din centura principală, descoperit pe 6 mai 1981, de Carolyn Shoemaker.